# Auld Lang Syne
Az Auld Lang Syne (scots kiejtés: [ˈɔːld lɑŋˈsəin]) Robert Burns skót költő verse, melyet 1788-ban írt egy korábbi népdal dallamára.
Számos angol nyelvű országban ismert, főként búcsúzáskor (pl. újév első perceiben vagy temetéseken) éneklik.
2020. január 29-én az Európai Parlament képviselői ezt a dalt elénekelve búcsúztak az Európai Uniót elhagyó Egyesült Királyságtól, miután ratifikálták a britek uniós tagságának megszűnéséről szóló Brexit megállapodást.
A dal világszerte ismert lett, de általában még az angol anyanyelvűek is csak az első két versszakát ismerik (és ők sem Burns eredeti scots nyelvén éneklik).
Filmen első ízben az Éneklő bolond című filmben hangzott el 1928-ban.

## Szöveg
- Nem tudod lejátszani a fájlt? Olvasd el a Wikipédia:Médiafájlok lapot.

A dal skót címének körülbelüli fordítása „Réges-rég”, a refrén első sora, a For auld lang syne nagyjából fordítható úgy, hogy „A régmúlt napokért”.
Az auld lang syne kifejezés előfordul korábbi, hasonló versekben is, például Robert Ayton (1570–1638), Allan Ramsay (1686–1757) és James Watson (1711) műveiben, illetve népdalokban. Matthew Fitt „egyszer volt, hol nem volt” értelemben használja skót népmesék feldolgozásában.
Robert Burns az eredeti dal egy példányát a Skót Zenei Múzeumnak ezzel a megjegyzéssel küldte el: „Ez egy régi dal, amit sosem nyomtattak ki, még kéziratban sem jegyeztek le, míg le nem írtam, ahogyan egy öregembertől hallottam.” A szöveg egyes részeit a költő nem maga találta ki; az Old Long Syne című ballada, amit James Watson 1711-ben nyomtatott ki, nagyon hasonló Burns versének első versszakához és refrénjéhez, és nagy valószínűséggel ugyanabból a régi dalból ered. A szöveg többi részét Burns maga írhatta.

| Old Long Syne, by James Watson (1711) | Burns eredeti változata scots nyelven | Angol fordítás (minimalist) | Kiejtés |
| --- | --- | --- | --- |
| Should Old Acquaintance be forgot, and never thought upon; The flames of Love extinguished, and fully past and gone: Is thy sweet Heart now grown so cold, that loving Breast of thine; That thou canst never once reflect on Old long syne. CHORUS: On Old long syne my Jo, in Old long syne, That thou canst never once reflect, on Old long syne. My Heart is ravisht with delight, when thee I think upon; All Grief and Sorrow takes the flight, and speedily is gone; The bright resemblance of thy Face, so fills this, Heart of mine; That Force nor Fate can me displease, for Old long syne. CHORUS Since thoughts of thee doth banish grief, when from thee I am gone; will not thy presence yield relief, to this sad Heart of mine: Why doth thy presence me defeat, with excellence divine? Especially when I reflect on Old long syne CHORUS (több további versszak) | Should auld acquaintance be forgot, and never brought to mind ? Should auld acquaintance be forgot, and auld lang syne* ? CHORUS: For auld lang syne, my jo, for auld lang syne, we’ll tak a cup o’ kindness yet, for auld lang syne. And surely ye’ll be your pint-stowp ! and surely I’ll be mine ! And we’ll tak a cup o’ kindness yet, for auld lang syne. CHORUS We twa hae run about the braes, and pu’d the gowans fine ; But we’ve wander’d mony a weary fit, sin auld lang syne. CHORUS We twa hae paidl’d i' the burn, frae morning sun till dine ; But seas between us braid hae roar’d sin auld lang syne. CHORUS And there’s a hand, my trusty fiere ! and gie's a hand o’ thine ! And we’ll tak a right gude-willy waught, for auld lang syne. CHORUS | Should old acquaintance be forgot, and never brought to mind ? Should old acquaintance be forgot, and old lang syne ? CHORUS: For auld lang syne, my dear, for auld lang syne, we'll take a cup of kindness yet, for auld lang syne. And surely you’ll buy your pint cup ! and surely I’ll buy mine ! And we'll take a cup o’ kindness yet, for auld lang syne. CHORUS We two have run about the slopes, and picked the daisies fine ; But we’ve wandered many a weary foot, since auld lang syne. CHORUS We two have paddled in the stream, from morning sun till dine; But seas between us broad have roared since auld lang syne. CHORUS And there’s a hand my trusty friend ! And give us a hand o’ thine ! And we’ll take a right good-will draught, for auld lang syne. CHORUS | ʃɪd o̜ːld ə.kwɛn.təns bi fəɾ.ɡot, ən nɪ.vəɾ brɔxt tɪ məin? ʃɪd o̜ːld ə.kwɛn.təns bi fəɾ.ɡot, ən o̜ːl lɑŋ səin? CHORUS: fəɾ o̜ːl lɑŋ səin, mɑ dʒəʊ, fəɾ o̜ːl lɑŋ səin, wiːl tɑk ə kʌp ə kəin.nəs jɛt, fəɾ o̜ːl lɑŋ səin. ən ʃeːr.li jiːl bi juːɾ pəin.stʌup! ən ʃeːr.li ɑːl bi məin! ən wiːl tɑk ə kʌp ə kəin.nəs jɛt, fəɾ o̜ːl lɑŋ səin. CHORUS wi two̜̜ː heː rɪn ə.but ðə breːz, ən puːd ðə ɡʌu.ənz fəin; bʌt wiːv wɑn.əɾt mʌ.ne ə wiːɾɪ fɪt, sɪn o̜ːl laŋ səin. CHORUS wi two̜̜ː heː pe.dlt ɪn ðə bʌɾn, freː moːɾ.nɪn sɪn tɪl dəin; bʌt siːz ə.twin ʌs bred heː roːrd sɪn o̜lː laŋ səin. CHORUS ən ðeːrz ə ho̜ːn, mɑ trʌs.tɪ fiːɾ! ən ɡiːz ə ho̜ːn ə ðəin! ən wiːl tak ə rɪxt ɡɪd wʌ.lɪ wo̜ːxt, fəɾ o̜lː laŋ səin. CHORUS |

### A vers fordítása
Réges-rég
| El kellene felejtenünk régi ismerőseinket Többé soha nem gondolva rájuk? El kellene felejtenünk régi ismerőseinket És a régi szép napokat? A régmúlt napokért, kedves A régi szép napokért Iszunk majd egy pohárnyi jóságot A régi szép napok emlékére És biztosan megveszed a korsó söröd! És biztosan én is megveszem az enyémet! Iszunk egy pint kedvességet A régi szép napok emlékére | A régmúlt napokért, kedves A régi szép napokért Iszunk majd egy pohárnyi jóságot A régi szép napok emlékére Mindketten csörtettünk a domboldalakon És miszlikbe vágtuk a százszorszépeket Sokat vándoroltunk fáradt lábainkkal Hosszú ideje A régmúlt napokért, kedves A régi szép időkért Iszunk majd egy pintnyi emberséget A régi szép napok emlékére | Kora reggeltől késő estig Együtt eveztünk a patakban De a köztünk lévő távolság felmorajlott Ahogy teltek a napok A régmúlt napokért, kedves A régi szép időkért Iszunk egy pint jóindulatot A régi szép napok emlékére Baráti jobbot nyújtok cimbora! Csapj bele! És emeljük a jóakarat-italát A régi szép idők emlékére. |

## Más nyelvű feldolgozások

### Szöveg nélkül

#### Gyertyafény keringő
A dallam ismert változata a Gyertyafény keringő; az 1940-ben készült Waterloo Bridge című angol filmben egy gyertyafényes szórakozóhelyen, a Candlelight Club-ban búcsú-keringőként ("Farewell Waltz") konferálják be.
A dal előadása közben a zenekari tagok egyenként eloltják a gyertyájukat, és eltávoznak a színről, jellemezve ezzel a búcsúzás folyamatát.

### Magyar változatok
A magyar szövegeknek a tartalma eltér az eredetitől, azok nem Burns versének a fordításai. A magyar változatoknál a dal ritmusa is eltér az eredetitől.

#### Z. Horváth  Gyula: Egy régi-régi dal mesél
A skót népdal eredeti szövegének hangulatát közelíti meg  Z. Horváth Gyula szöveg-változata, melyet Pere János dalénekes-előadóművész mutatott be.
| Egy régi-régi dal mesél a múltról énnekem Még jó anyám dúdolta ezt, csöndes ünnep-esteken. Sok év telt el azóta már, hogy hallgat már a dal De annyi sok-sok év után néha most is felkavar. | Ilyenkor minden újra él: a kert, a néma ház De nincs kitől megkérdjem én: anyám hol vagy, merre jársz ? Itt minden árva nélküled, künn sírnak mind a fák És mások már az ünnepek, s tovatűnt az ifjúság | Én most is hallom azt a dalt, az emlék halk dalát És álmodom, hogy két karod ma is féltően fog át A város lassan elpihent, kigyúl ezernyi fény S, te újra itt vagy énvelem az év minden ünnepén. |

#### Rossa Ernő: Régi, régi dal
A dal Rossa-féle feldolgozását gyakran éneklik ballagásokon.
| Jut még eszedbe kedvesem a boldog ifjúság, az erdőszéli kis patak, s a régi jó barát? Ó gondolj, gondolj néha rám, a sors bár merre hajt. emlékül küldöm, kedvesem, a régi-régi dalt. | Mily fürge táncban kergetőztünk fönn a dombtetőn most fáradt lábbal bandukolva járunk reszketőn. Ó gondolj, gondolj néha rám, a sors bár merre hajt. emlékül küldöm, kedvesem, a régi-régi dalt. | Mily vígan szelte csónakunk a tónak kék vizét, most zúgó tenger habja választ tán örökre szét! Ó gondolj, gondolj néha rám, a sors bár merre hajt. emlékül küldöm, kedvesem, a régi-régi dalt. |

#### G. Dénes György: Egy autó járt Budára át
A Waterloo Bridge filmcímre utalva írt szöveget G. Dénes György, melyet Ákos Stefi adott elő.
| Egy autó járt Budára át a régi hídon át. Ott ültünk hárman szótlanul: Te meg én, a boldogság. A tó ködében távol járt a nyár, a csók, a föld. Az autó végleg elsuhant, és híd is összedőlt. | Oly csókos volt az alkonyat a vén Sziget felett. Száz esküt súgtál énfelém: Örökké a szívem tied. A bálnak régen vége már, az álarc rég lehullt. A nyár, a csók, az esküvés és a híd a vízbe hullt. |

#### Hegyi Barbara, Kaszás Attila: Gyertyafény keringő
G. Dénes György szövege alapján Hegyi Barbara és Kaszás Attila előadása.
| Egy autó járt a várba át a Tower-hídon át, Ott ültünk hárman szótlanul: Te meg én, s a boldogság. Oly csókos volt az alkonyat a vén London felett. És ott ígérted esküvel, szívemért a szívedet. | A múlt ködében bárhol jár, a nyár, a csók, a vágy. Az autó végleg elsuhant, és a híd még mindig áll. A színjátéknak vége már, a függöny rég lehullt. A csók, a flört, az esküvés, már rég a vízbe hullt. |

#### Weöres Sándor: Haj-Hajdanán
Robert Burns versének az egyik ismert műfordítása Weöres Sándor Haj-Hajdanán című verse.

#### B-közép: Mert ti vagytok a legjobbak...
A Ferencvárosi Torna Club szurkolótábora, a B-közép is előszeretettel énekli a dalt az alábbi szöveggel:
| Mert ti vagytok a legjobbak, ez titeket dicsér! Hát gyerünk srácok küzdjetek/harcoljunk a bajnoki címért! |

A K–L szektor nevű szurkolói zenekar feldolgozásában még további két versszakkal egészítette ki a nótát:
| A dicső múlt mely bennünk él, egy szebb jövőt ígér! Erkölcs, erő, egyetértés, ez mindennél többet ér! A küzdelem az életünk, a siker itt a tét! Hát ünnepeljük most együtt a csapat győzelmét! |

### Koreai szöveg
Dél-Koreában 작별 (csakpjol, "búcsúzás") címen ismert, ballagások alkalmával hangzik el.
| Hangul | Handzsa | Magyaros átírás |
| --- | --- | --- |
| 오랫동안 사귀~던 정든 내 친구여 작별이란 웬 말인가 가야만 하는가 어디간들 잊으리오 두터운 우리 정 다시 만날 그 날 위해 축배를 올리자      | 오랫동안 사귀~던 정든 내 親舊여 作別이란 웬 말인가 가야만 하는가 어디간들 잊으리오 두터운 우리 情 다시 만날 그 날 爲해 祝杯를 올리자      | Orettongan szagü(ü)don csongdun ne cshingujo csakpjoriran ven maringa kajaman hanunga odigandul idzsurio tuthoun uri csong tasi mannal ku nal ühe cshukperul ollidzsa  |
| 잘 가시오 잘 있으오 축배를 든 손에 석별의 정 잊지 못해 눈물도 흘리네 이 자리를 이 마음을 길이 간직하고 다시 만날 그 날 위해 노래를 부르자 | 잘 가시오 잘 있으오 祝杯를 든 손에 惜別의 情 잊지 못해 눈물도 흘리네 이 자리를 이 마음을 길이 間直하고 다시 만날 그 날 爲해 노래를 부르자 | Csal kasio csal isszuo cshukperul tun szone szokpjori csong itcsi mothe nunmuldo hulline i csarirul i maumul kiri kandzsikhago tasi mannal ku nal ühe norerul burudzsa |